# Austrolimnophila chrysorrhoea
Austrolimnophila chrysorrhoea är en tvåvingeart som först beskrevs av Edwards 1923.  Austrolimnophila chrysorrhoea ingår i släktet Austrolimnophila och familjen småharkrankar. Inga underarter finns listade i Catalogue of Life.